# Ревизионистские концепции в армянской историографии
Ревизионистские концепции в армянской историографии — концепции армянской историографии, предполагающие пересмотр (ревизию) общепринятых представлений в сфере истории Армении и армянского этноса.
Ряд ревизионистских концепций истории Армении подвергается критике со стороны ряда зарубежных и армянских специалистов.

## Ревизионистские трактовки истории Армении
В статьях ряда авторов раскрываются ревизионистские трактовки истории Армении, выдвигаемые некоторыми представителями армянской историографии:
- древние государства Малой Азии (Урарту, Хайаса и другие) объявляются «колыбелью армянского народа»[обтекаемое выражение]. Ревизионисты утверждают, что армяне[стиль][нет в источнике] были аборигенным населением региона, а Урарту и Хайаса — этнически армянскими государствами.[6]
- армяне объявляются исконным населением правобережья Куры (Арцах и Утик)[1][привести цитату? 1287 дней][3][нет в источнике].
- геолог Сурен Айвазян приписывает армянам основание городов Киева, Тбилиси и пр.[7][8] Его антинаучные концепции отвергаются официальной армянской историографией.

### Урарту как этнически армянское государство
Историческая наука разделяет Урарту и Армению, полагая, что армяне произошли от смешения протоармянских, хурритских, урартских и лувийских племён, населявших некоторые западные области Урарту, включая Мелид (будущую Мелитену), Цуппани (будущую Софену) и Хате. Хотя связь между Урарту и армянами утвердилась в массовом сознании армян, Урарту и урартский язык считаются большинством учёных особой доармянской культурой.
Тем не менее авторы ряда работ пытаются доказать, что Урарту являлось древним армянским государством, полностью или в основном населённым этническими армянами, которые говорили на армянском языке. Подобные концепции публикуются в основном в пределах Республики Армения. Ряд исследователей, изучавших развитие армянской историографии, полагают, что появление таких концепций было обусловлено политическими, а не научными соображениями.
Предположения о том, что Урарту являлось «протоармянским» государством, появились в XIX веке, после того как европейские специалисты впервые обнаружили на территории Армянского нагорья археологические памятники, оставшиеся от этого государства. Таким предположениям также способствовало то обстоятельство, что некоторые античные, а следом за ними и средневековые историки объединяли урартскую царскую династию с армянской. Дальнейшие научные исследования Урарту, разработка его хронологии, изучение урартского языка заставили учёных отбросить такие предположения.
К окончанию Второй мировой войны в Армянской ССР появились надежды на возвращение армянских земель, утерянных армянами в результате событий Первой мировой войны, в связи с чем появилась политическая необходимость подтвердить права армян на эти земли. Инициатива поначалу была поддержана советским руководством. С этого периода в армянской историографии появляются малообоснованные работы, доказывающие автохтонность армян на Армянском нагорье. С годами тенденция удревления появления армян в этом регионе нарастала, а первое армянское государственное образование, обычно называемое «Хайаса», всё больше увеличивалось в размерах, оставляя всё меньше и меньше места в историческом пространстве и времени для Урарту.
В 1960-е годы появилась первая работа, утверждавшая, что Урарту было армянским государством, написанная геологом Суреном Айвазяном. Лингвисты, однако, признали работу Айвазяна ненаучной, а его попытки перевода урартских текстов в отсутствие лингвистического образования — наивными. Тем не менее статьи Айвазяна продолжали появляться в популярной печати, хотя учёные указывали на грубые ошибки, а также на умышленные фальсификации в его работах. В 1980-х годах профессиональный историк Валерий Хачатрян опубликовал в научных журналах серию статей, отождествляя протоармян с Наири, за что так же, как и С. Айвазян, подвергся критике российского востоковеда И. М. Дьяконова.
В это же время армянский библиограф Р. А. Ишханян начал выступать с аналогичной концепцией, публикуя статьи в популярной печати. По мнению ряда исследователей, происходившая в те годы в СССР перестройка, поднимавшаяся в Армении волна национализма и обострение карабахского вопроса — все эти факторы выносили сугубо научную дискуссию на страницы популярной печати Армении. По оценке Э. Долбакяна, «книга Ишханяна — вызов. Вызов многовековой политике турок (османских и азербайджанских) по целенаправленному выдавливанию армян с их родины».
В 1990-е годы среди армянских исследователей стала популярной гипотеза об Урарту как государстве с армянским этническим большинством. Для представителей этой ревизионистской школы армяне непрерывно жили на территории Армянского нагорья с IV тыс. до н.э, а Урарту было армянским государством

### Кавказская Албания
Согласно В. А. Шнирельману, для обоснования в территориальных спорах с Азербайджаном армянские ученые создали свой миф с искажением истории Кавказской Албании. Он отмечает, что сторонники ревизионистских концепция среди армянских ученых и писателей со второй половины 1960-х гг. отрицали всякое родство между албанами с одной стороны и армянами и азербайджанцами с другой (об этом см. Hewsen, 1982. Р. 28-30; Новосельцев, 1991. С. 198—199) и даже заявляли, что для армян Куро-Аракского междуречья и соседних районов Азербайджана является оскорблением даже сама идея считать их «арменизированными албанами» (Мнацаканян, Севак, 1967. С. 190; Улубабян, 1968). Особую популярность данное мнение приобрело в публичных заявлениях некоторых представителей армянской стороны в конце 1980-х гг. (см., напр., Мирзоян, 1989; Исмаилов, 1989 г. С. 18).
Согласно тому же автору, к моменту создания мифа с искажением истории Албании армянские авторы сменили стратегию и начали отказываться от прежнего подхода С. Еремяна, согласно которому правобережье р. Куры вошло в состав Великой Армении лишь со II в. до н. э., а обитавшее там албанское население было арменизировано только к IV—VI вв. н. э. Теперь они уже отрицали наличие каких бы то ни было албанских групп в правобережье в раннем средневековье и доказывали, что эта территория входила в состав Армянского царства ещё с VI в. до н. э. Следовательно, армяне проживали там с древнейших эпох, и этническая граница, проходившая по р. Куре, сложилась задолго до возникновения Албанского царства.
Армянский историк А. Ш. Мнацаканян утверждал, что Кавказская Албания занимала только территорию около Каспийского моря; что же до средневековой «Албании», существовавшей в западной части региона, вокруг и на территории Карабаха, то её он назвал «Новой Албанией», которая находилась под управлением Персии, где от прежней Албании осталось разве что историческое наименование и которая, по его мнению, была полностью заселена этническими армянами. Также утверждается, что территория между Араксом и Курой всегда была заселена этническим армянами. По мнению А. С. Мнацаканяна, территории к югу от Куры, между озером Севан и Араксом принадлежали армянам с ранних времен формирования армянского этноса, с VII века до нашей эры.
Один из специалистов по Кавказской Албании Р. Хьюсен, критикуя позицию Мнацаканяна, считает, что население правобережья Куры состояло из ряда народностей, таких как утийцы, гаргарейцы, каспии и другие, и каково бы ни было их происхождение, они определённо не были армянами, и хотя определённое число ираноязычных народов поселилось в регионе за долгие годы мидийского и персидского правления, большая часть коренного населения даже не были индоевропейцами. Эти народы, по мнению Р.Хьюсена, были завоеваны армянами во втором веке до нашей эры, но, несмотря на армянское влияние в последующие столетия, большинство из них по-прежнему упоминались как особые народы когда эти регионы отошли к Албании. Хьюсен считает, что Мнацаканян определённо неправ в своих утверждениях, что земли между Курой и Араксом были «изначально» армянскими, и он недооценивает этническое многообразие обсуждаемого региона, а также то, до какого наиболее позднего времени аборигены могли сохраниться как самостоятельные народы, будь то под властью Армении или Албании. Хьюсен также полагает, что Мнацаканян, как и его азербайджанский коллега Буниятов, совершают ошибку, поставив науку на службу политических соображений:
В то время как ученые, несомненно, играют важную и полезную роль в политических делах, Буниятов и Мнацаканян, два превосходных ученых, оба допустили ошибку, поставив науку на службу политическим соображениям, что в целом является другим вопросом. Это снова напоминает нам, что, когда подобная тенденциозность выходит на историческую арену, наука её немедленно покидает.
В. Шнирельман указывает на попытки некоторых армянских историков (в частности, Баграта Улубабяна) объявить армянами утиев — одно из племен, населявших Кавказскую Албанию. Так, Шнирельман отмечает, что вопреки традиционной точке зрения, идентифицирующей раннесредневековых утиев с этнографическими удинами, Б. Улубабян стал доказывать, что утии не просто были очень рано арменизированы, но едва ли не изначально являлись армянами.
Азербайджанский историк Рауф Меликов указывает на аналогичные попытки А. Мнацаканяна и отмечает, что точка зрения Мнацаканяна на исконное армянское население Албании стоит особняком среди историков и противоречит точке зрения историка В. Гукасяна (удина по национальности):
Принадлежность удинского языка к нахско-дагестанской группе языков не вызывает сомнения ни у одного современного серьёзного исследователя [это было известно ещё во времена А.Шифнера]. Особняком стоит мнение А. Ш. Мнацаканяна о том, что удины — одно из армянских племён и что с незапамятных времён их родным языком является армянский. Однако, как видно из приведённых здесь фактов, данное утверждение, не имеет под собой никаких оснований, так как армянский и утийский это два совершенно различных языка, относящихся к тому же к различным языковым семьям (армянский — к индоевропейской, а утийский — к северовосточнокавказской). Это ничем не обоснованное мнение уже получило опровержение с языковедческой и исторической точек зрения.

## Обвинения в фальсификации истории Армении в адрес западных историков
Кандидат исторических наук Армен Айвазян обвиняет западные научные и политические круги в преднамеренной фальсификации истории Армении. В своей работе «Освещение истории Армении в американской историографии (критический обзор)» он подвергает резкой критике целый ряд известных западных арменологов и кавказоведов, в том числе и армянского происхождения, среди прочих профессоров Рональда Григора Сюни, Роберта Томпсона, Джеймса Рассела, Ричарда Ованнисяна и многих других. По словам Айвазяна, его работа — это
первая систематическая историко-политологическая критика западной арменологии со стороны армянских авторов за последние сто лет, точнее с момента существования новой историографии. Лежащая в её основе концепция, выработанная европейскими учёными, включает заведомо неверные положения о пришлости армянского этноса на Армянском нагорье. Армянская культура представляется лишь как цепь заимствований из иранской, византийской, ассирийской, арабской и других культур. Историческая Армения объявляется децентрализованной, слабой страной, игрушкой в руках великих держав — Ирана и Римской империи. Такая концепция намеренно способствовала созданию мифа о неполноценности армянского государства и армянской нации. Высказываться подобным образом о пятитысячелетней истории Армении, имеющей великие и прекрасные периоды развития, совершенно недопустимо. Армения была мощнейшим государством в своём регионе. Численность армянской регулярной армии во времена царства Хайасы, Урарту и Ервандуни (а это II и I тысячелетия до н. э.) достигала нескольких десятков тысяч, а во времена правления династий Арташесидов, Аршакуни и Багратуни колебалась от 100 до 120 тысяч воинов.
По словам Айвазяна, причина фальсификации истории Армении западными историками заключена в геополитическом противостоянии России и Великобритании

Причиной послужила так называемая большая игра между Великобританией и Россией за геополитические сферы влияния, в которой армяне воспринимались как союзники России. В данном контексте Турция рассматривалась как сила, способная противостоять экспансионистским устремлениям России. Эта тенденция нашла отражение в академических работах по арменологии. С началом холодной войны антироссийские и опосредованно антиармянские и протурецкие тенденции в академических кругах Запада возросли в геометрической прогрессии. Этот антиисторический ренессанс был вызван тем, что после окончания Второй мировой войны Советский Союз поставил вопрос о возвращении определённых территорий Западной Армении. Западу нужно было доказать, что никакой Армении на этих территориях никогда не было.
Позиция Айвазяна встретила поддержку как некоторых профессиональных историков, так и публицистов и общественных деятелей Армении. По мнению академика НАН РА, доктора исторических наук Грачика Симоняна, «некоторым арменоведам-армянам в различных „свободных“ странах не хватает чувства ответственности перед своей нацией и безопасностью Республики Армения. Под предлогом ложной научной „свободы“ они повторяют и вновь и вновь выбрасывают на политический рынок широкомасштабные фальсификации и искажения истории армянского народа, измышленные иностранными и в особенности турецкими и азербайджанскими авторами, тем самым способствуя борьбе против собственного народа».
На просьбу «коротко остановиться на одном-двух примерах наиболее типичных фальсификаций» Грачик Симонян отметил в качестве примера тот факт, что некоторыми западными историками с подачи азербайджанских и турецких учёных «ставится под сомнение обоснованное современной исторической наукой положение о том, что Армянское нагорье является колыбелью формирования армянского народа. Вместо этого упорно реанимируется давно уже отвергнутая наукой версия об армянах-пришельцах».
Академик Манвел Зулалян назвал работу Айвазяна «научным подвигом и предостережением, призванным напомнить некоторым представителям академических кругов Армении, что их чрезмерное увлечение отдельными западными арменоведами таит в себе большую опасность, в том числе и в политическом плане».
В декабре 2001 года было опубликовано решение исторического факультета ЕГУ в поддержку Армена Айвазяна, в котором целый ряд видных американских историков обвинялись в том, что они распространяют фальшивые и лживые точки зрения, сфабрикованные относительно армян и армянской истории.. Однако декан факультета истории ЕГУ Бабкен Арутюнян дезавуировал это решение, заявив, что оно принято в его отсутствие и что люди, протолкнувшие это решение, говорили не от имени всех своих коллег.
Согласно сообщению агентства Регнум, в рамках проходившего 15-20 сентября 2003 года в Ереване первого Международного конгресса арменоведов группа неназванных армянских историков выступила с заявлением, в котором, в частности, было сказано:
Вот уже более 10 лет, как армянская государственность на Южном Кавказе находится в состоянии войны. И если на начальной стадии война главным образом проявлялась в форме ведения активных боевых действий, то уже с середины 1990-х годов она все явственнее приобретает формы экономического «выкуривания» — блокады и психологической экспансии. Интеллектуальная агрессия, которой подвергается армянская научная мысль и историография в частности, финансируется Государственным департаментом США и находит своё отражение в последовательном искажении основополагающих вопросов армянской истории, начиная с древнейших времен. Ориентированная на резкое ослабление этнокультурного иммунитета армянского народа, грубая и циничная фальсификация национальной истории имеет целью разрушить феномен преемственности в сознании армянского народа и оголить тем самым единственный по сути — историко-культурный тыл нации. Сегодня линия фронта пролегает в том числе и по академическим коридорам, и армянская научная элита не имеет права игнорировать этот факт.
Газета «Голос Армении» в отчёте о конференции и обзоры армянской прессы Армении о таком факте не упоминают.

В работе конгресса не приняли участие получившие приглашения Джеймс Рассел, Роберт Томпсон и Рональд Сюни, а также Армен Айвазян, который был единственным из историков, не приглашённым на эту конференцию. В декабре 2003 года в Ереванском государственном университете докторская диссертация Айвазяна по истории была провалена. Как отмечает сочувствующая Айвазяну пресса, в Армении его позицию поддерживают немногие историки.

## Обвинения западных историков в адрес армянских коллег
На конференции «Переосмысление армянских исследований: прошлое, настоящее и будущее», которая прошла 4-6 октября 2003 года в Гарвардском университете в Кембридже, Массачусетс, ряд западных историков выступил с критикой личных выпадов и националистических интерпретаций истории со стороны своих коллег в Армении.
Профессор Бардакджиян отметил, что большинство его коллег подверглись очень непрофессиональным и вульгарным нападкам как предатели и западные агенты, хотя он считает, что это тем не менее мнение меньшинства.
Профессор Джеймс Рассел предупредил аудиторию о «теориях заговора, ксенофобии и ультранационалистической псевдонауке, которые всё больше и больше становятся господствующими тенденциями арменологии в Республике Армения» и которые нашли поддержку некоторых СМИ в диаспоре, в которых заметно присутствуют паранойя и антисемитизм. По его словам, именно перед сообществом стоит задача навести порядок в своем доме, потому что эти тенденции носят самоубийственный характер.
Профессор Роберт Хьюсен выразил решительный протест против выпадов личного характера, которые практически неизвестны и совершенно неприемлемы в западных академических кругах, некоторые из которых нацелены на этнические корни ученых-арменистов неармянского происхождения, которых клеймят как «одар» (неармянин) и поэтому считают неквалифицированными. Если у кого-то есть возражения против работы какого-либо ученого, сказал он, то их надо представить в научной и обоснованной форме. В очень многих случаях те, кто нападает на американских ученых, показывают, что у них провинциальный и узкий кругозор, и самое главное, что они не знакомы с нормами, принятыми в западной науке, и их нападки являются глупыми и саморазоблачительными.
Как ранее отметил профессор Бардакджиян, эти нападки уходят корнями в советский менталитет. Отметив важную и выдержавшую испытание временем работу некоторых ученых в области армянских исследований, осуществлённую в советское время, Хьюсен отметил, что всё, что называлось в советское время «буржуазным национализмом», подавлялось, и национальные истории рассматривались через призму марксизма-ленинизма. Однако с обретением независимости национализм вновь проник в армянские исследования. Как заявил Хьюсен, проблема заключается в том, что это националистическая интерпретация совершенно устарелого типа. Он также выразил мнение, что те, кто допускает подобные нападки, находятся в меньшинстве, и что лучшее оружие против них — это большее ознакомление с работами и методами друг друга.
Профессор Джордж Бурнутян отметил иронию в своём участии в обсуждении, так как несмотря на то, что он преподавал армянскую историю четверть века, «я ни разу не был приглашён на какую-либо конференцию в Армении, я никогда не получал почётной степени в Армении, я не был избран в Армянскую Академию наук. И меня никогда не публиковали в какой-либо газете или научном журнале в Армении».
Тем не менее, Бурнутян решительно отверг обвинения, выдвинутые в адрес него и армяно-американских ученых в целом неким Арменом Айвазяном в Армении. В основе этих обвинений лежит убеждение, что «армяно-американские ученые … нанесли ущерб армянским территориальным претензиям на Карабах, Киликию, Нахичевань, Гянджу и Турецкую Армению» и «поставили под вопрос культурно чувствительные даты», такие как дата принятия Арменией христианства.
По мнению Рональда Григора Сюни:
Учёные Армении глубоко завязли в националистическом мышлении. Если вы представите альтернативную точку зрения, вас раскритикуют очень грубым и злостным образом. Как могут люди при таком уровне аргументации пытаться думать по-другому и развивать науку, когда малейшее отклонение подвергается нападкам?
Тем не менее, в 2012 году в Армении была переведена книга Джорджа Бурнутяна «История Армении». Как отмечает армянская пресса, перевод был тепло принят специалистами и читателями. В том же году в Степанакерте (Ханкенди) прошла презентация книги Бурнутяна «Описание Карабагской провинции в 1823 г.». Самого Бурнутяна армянская пресса характеризует как одного из авторитетных в мире специалистов по новой истории Восточной Армении и Закавказья.

## Борьба научного сообщества Армении против ревизионистских концепций
На пике общественной популярности ревизионистских концепций, в 1989—1990 гг., академический «Историко-филологический журнал» регулярно публиковал статьи ведущих армянских учёных, направленные против ревизионистов. Так, академики АН Армении Б. Н. Аракелян, Г. Б. Джаукян и Г. Х. Саркисян писали, что они «решительно отвергают антинаучные тезисы о том, что будто бы урартский язык и урартское государство не существовали, и что урартийцы — те же армяне. Эти положения, грубо искажающие историческую действительность, в последние годы распространяются в частности в общедоступной печати нашей республики рядом дилетантов, не являющихся специалистами в этой области исторической науки».
Ашот Мелконян, доктор исторических наук, директор Института истории НАН РА, охарактеризовал книги одного из самых известных ревизионистов, геолога Сурена Айвазяна, как «компрометирующие армянский народ». По мнению публицистов: «Ни один здравомыслящий историк, этнолог и культуролог в Армении не принимает всерьёз опусы С. Айвазяна. К сожалению, Айвазян и подобные „историки“ в патриотическом экстазе не понимают провокационную опасность своих, по их мнению, чрезвычайно полезных исторических трудов».
Шнирельман отмечает, что ревизионистские концепции в Армении носили популистский характер, в первую очередь были направлены против ведущих армянских историков и публиковались в литературных и научно-популярных журналах. Работы ведущих армянских историков в академических журналах регулярно критиковали ревизионистские теории. Сторонники ревизионистских взглядов выступали не только против ленинградского ученого Дьяконова, но и оппонировали ведущим армянским историкам. В качестве инструмента завоевания позиций в исторической науке они использовали ненаучные аргументы, такие как обвинение сторонников научной традиции в связи с просоветской идеологией, а также для продвижения своих взглядов активно использовали как армянское национальное движение в целом, так и борьбу за Нагорный Карабах в частности. Ревизионистских историков публиковали популярные журналы с четкой политической ориентацией на новое руководство Армении, которое придерживалось антисоветских взглядов. Однако ревизионистские взгляды встречали сопротивление ведущих армянских историков, которые публиковали свои критические статьи в академическом «Историко-филологическом журнале» в 1989—1990 годы. Мнение Ишханяна об этногенезе армянского народа было подвергунто критики за упрощенный подход и игнорирование противоречащих его концепции археологических данных. В противовес ревизионистским концепциям признанные специалисты в армянской истории Б. Б. Пиотровский и И. М. Дьяконов считали, что между предками носителей армянского языка и населением Урарту были не только близкие контакты, но и последующее слияние. В 1988 году в Ереване признанные армянские эксперты, академики Б. Аракелян, Г. Джаукян и Г. Саркисян выпустили фундаментальную монографию «Урарту-Армения». За год до публикации монографии они раскритиковали концепцию ревизионистов в целом и Ишханяна в частности на основании их ненейтральности по патриотическим причинам, непрофессиональном и упрощенном подходе к истории. В частности, академики отметили, что вопрос местонахождения прародины индоевропейцев до настоящего времени окончательно не разрешен, а древнейшие аккадцы не могли обладать информацией об армянах в связи с их формированием в более поздние эпохи. Однако в монографии были отмечены и некоторые близкие ревизионистам моменты, в частности участие Хайасы в этногенезе армян. Также в монографии отмечается, что хотя жители первого известного государства на Армянском нагорье Уртарту имели разнородное происхождение, однако к концу существования государства были успешно ассимилированны армянами. Среди выводов книги было отмечено, что «первым и единственным народом, возникшим на территории Армении, был и остаётся армянский народ».